# 破皮烏
破皮烏（学名：Ehretia dicksonii），又稱破布烏或破皮烏，为紫草科厚殼樹屬下的一个种。

## 扩展阅读
- 維基物種上的相關：破皮烏